# Rudolf Beran

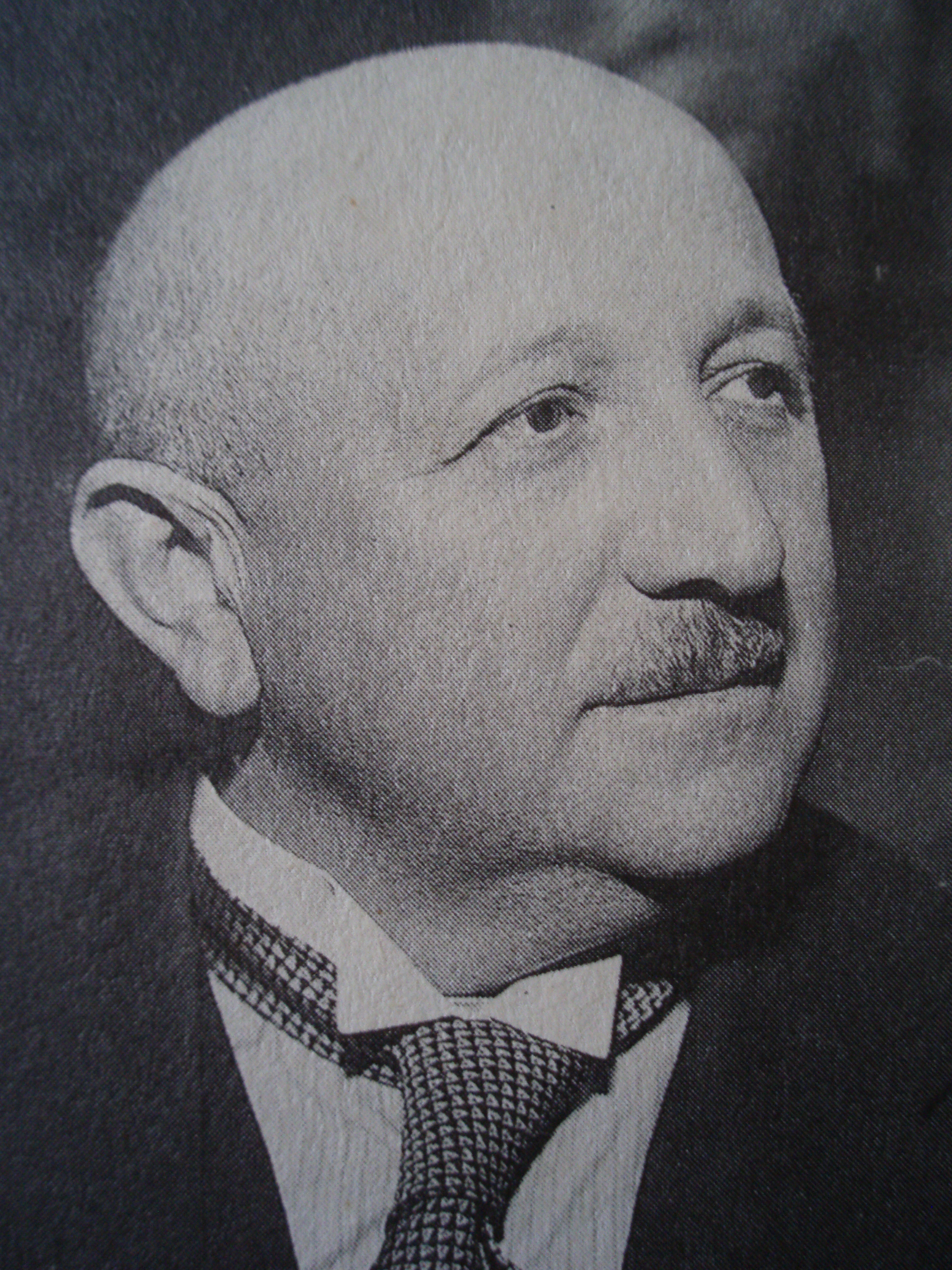
Rudolf Beran.

Rudolf Beran, född 28 december 1887 i Pracejovice, död 23 april 1954 i Leopoldov, var en tjeckoslovakisk politiker.

## Biografi
Beran ingick i de tjeckiska agrarernas partiorganisation och fick vid Tjeckoslovakiens självständighet 1918 plats i dess parlament och hade säte där ända till 1939. 1933 blev han efter Antonín Švehla agrarernas ledare. Efter septemberkrisen 1938 blev Beran, som var känd för sin konservativa läggning, ledare för det nybildade Nationella enhetspartiet, vari samtliga borgerliga tjeckiska partier samlades. I december samma år blev han ministerpresident. På denna post utverkade han utomordentliga fullmakter av parlamentet, som ajournerades. Beran försökte med utrikesminister František Chvalkovský få till stånd bättre relationer med Tyskland och gjorde stora eftergifter för de tyska kraven. Då man från tysk sida inte önskade något samarbete med Beran och underblåste den slovakiska separatismen blev Berans position ohållbar. I mars 1939 ingrep han med vapenmakt mot en befarad slovakisk separatistkupp. Följden blev tyskarnas ockupation av Böhmen-Mähren. Han ställdes efter Tjeckoslovakiens återupprättande inför nationaldomstolen i Prag och dömdes till 20 års fängelse. Han avled i fängelset i Leopoldov.